# Harrachovský palác (Vídeň)
Harrachovský palác je vídeňský městský palác nacházející se v 1. obvodu vnitřního města

## Historie

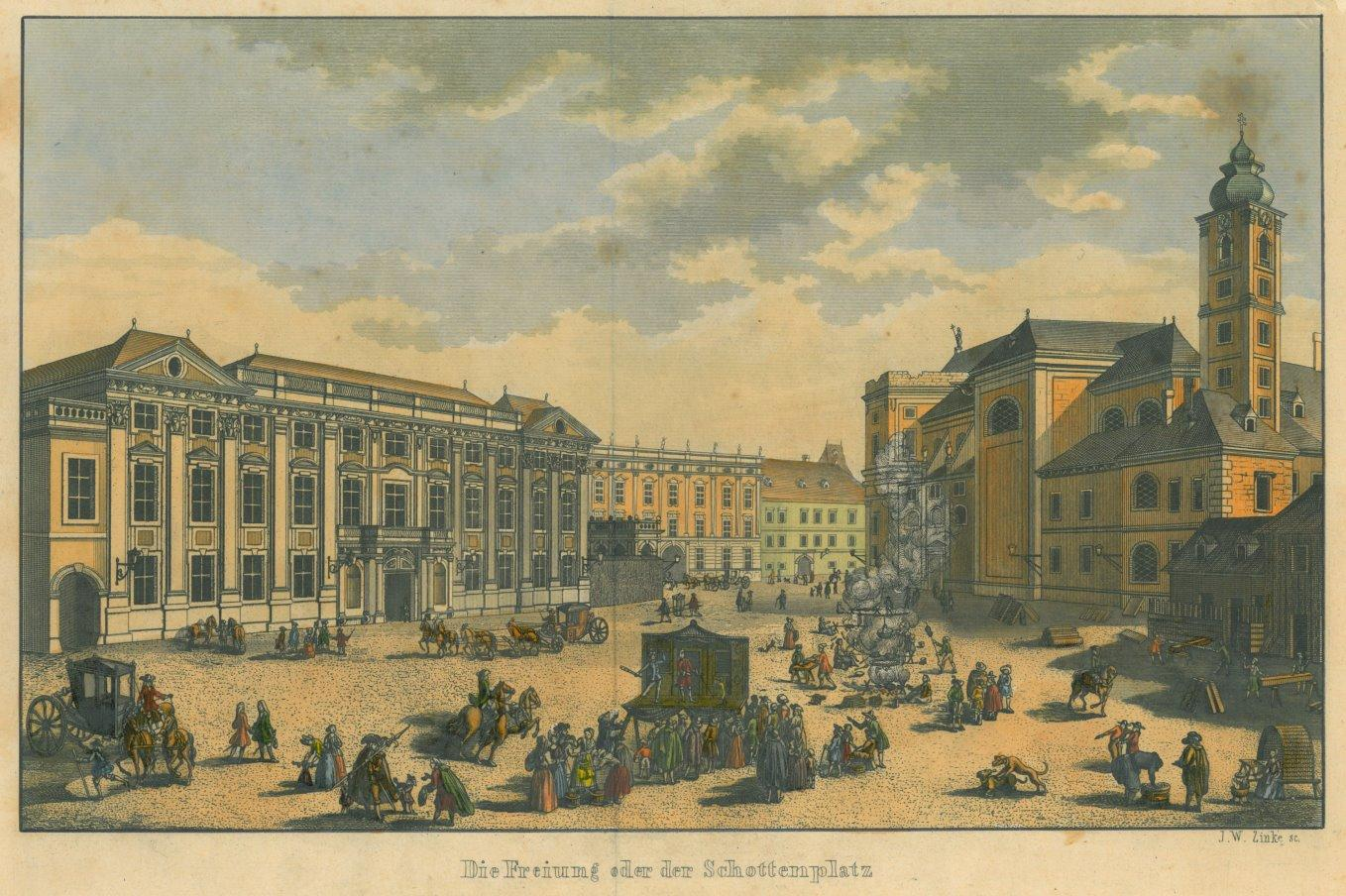
Palác v roce 1720

Ulice mezi kostelem Schottenkirche a Hofburgem byly již od konce středověku oblíbenou rezidenční oblastí vysoké vídeňské šlechty. Na místě dnešního paláce stály tři menší domy, které stavebně propojil měšťan Jörg von Puchheim. V roce 1626 tyto domy koupil císařský hrabě Karl von Harrach. V roce 1658 prodal hrabě Leonhard Ulrich Harrach přestavěný dům panství arcivévodství Unter der Enns, které jej však ještě téhož roku darovalo císařskému tajnému radovi Johannu Weikhardovi z rodu Auerspergů.
Stará obytná budova vyhořela krátce před druhým tureckým obléháním v roce 1683 a následně byla znovu prodána. Zříceninu koupil velvyslanec hrabě Ferdinand Bonaventura Harrach a staveniště opět připadlo rodu Harrachů. Kolem roku 1690 byl příkaz hraběte Ferdinanda Bonaventury začala stavba paláce, který byl dokončen o šest let později.
Roku 1845 nechal František Arnošt Harrach palác přestavět dle návrhu architekta Franze Beera. Do paláce následně přemístil rodovou uměleckou sbírku, která byla roku 1886 otevřena pro veřejnost a přetrvala v něm až do roku 1970.
V roce 1944 byl palác těžce poškozen náletem. Nálet zničil i zahradní pavilon od Johanna Lucase von Hildebrandta, který tvořil ostrou hranici mezi Freyungem a Herrengasse. o druhé světové válce byl však v letech 1948 až 1952 obnoven architektem Michelem Engelhartem. Naposledy prošel zámek výraznou rekonstrukcí v devadesátých letech 20. století.

## Popis stavby
Došlo k odklonu od obvyklých stavebních tradic a přeorientování se na barokní architekturu Itálie. Plány pocházejí od architekta Christiana Alexandra Oedtla. Na plánování se podílel i římský architekt Domenico Martinelli. Kamenické zakázky dostali vídeňský mistr Veith Steinböck a dále Giovanni Battista Passerini a Sebastian Regondi z Kaisersteinbruchu. Tvrdý kaiserstein (druh vápence) byl mimo jiné použit na portály, sloupy a slavnostní schodiště. Hrabě Harrach ve svém deníku popsal schodiště jako „širší a ne tak strmé ve srovnání se schodištěm v Tuileriích a...krásnější a galantnější...než to v madridském paláci vévody Infantada“.